# A golpe de látigo
A golpe de látigo es el segundo álbum del grupo español Ñu, lanzado en 1979 por Chapa Discos.

## Detalles
Este segundo LP sigue la línea de la anterior publicación, manteniéndose en ese estilo tan especial de Ñu en que mezclan rock duro con instrumentos poco comunes para el rock, como la flauta y el violín. 
Este álbum incluye una de las canciones más importantes en la carrera de Ñu, "El flautista", que ya nunca faltará en ninguno de sus conciertos. 
Como datos curiosos contar por un lado que el guitarrista Eduardo García consiguió que José Carlos Molina le permitiera incluir un tema suyo "La llegada de los dioses", y por otro, que debido a la falta de presupuesto para la realización de la portada del álbum, José Carlos Molina recurrió a la marca de ropa vaquera Wrangler que financió la portada del disco, a cambio de que Molina luciese una sudadera con el nombre de dicha marca en la mencionada portada.
A golpe de látigo fue editado por primera vez en CD en 1991 por Zafiro/Serdisco.
En 1992 el sello Si-Wan Record Museum lo editó en LP de vinilo en Corea del Sur.

## Temas
*Todas las canciones de José Carlos Molina salvo la indicada.

Cara A
1. "Entrada al reino" - 2:10
2. "A golpe de látigo" - 6:12
3. "A la caza de Ñu" - 7:13
4. "El flautista" - 4:40

Cara B
1. "La galería" - 2:44
2. "Velocidad" - 4:32
3. "La llegada de los dioses" (Eduardo García) - 6:25
4. "El expreso" - 6:12

## Músicos
- José Carlos Molina: voz, flauta, piano, órgano, mellotron, timbales cromáticos, armónica, campanas tubulares y látigo
- Eduardo García: guitarras eléctricas, acústicas
- Jean François André: violín y viola de gamba
- Jorge Calvo: bajo, mellotron y composición de violines en "La galería"
- Raúl Garrido: batería, percusión

## Trivia
La canción "El flautista" fue versionada por el grupo Saurom.